# Ateliers de poterie antique de Lyon
Les ateliers de poterie antique de Lyon sont des ateliers de poterie qui se sont développés à Lyon, capitale des Gaules installée en Gaule lyonnaise gallo-romaine, département actuel du Rhône en région Rhône-Alpes, France.
Un ensemble de facteurs particulièrement favorables a engendré un développement exceptionnel pour des ateliers urbains. Toutes les catégories de vaisselle céramiques ont été produites à Lyon à un moment ou à un autre et ces productions ont été très largement exportées, notamment vers le limes rhénan où les ateliers de la Muette et de Loyasse ont une place prépondérante. Ces ateliers ont aussi un statut particulier dans la romanisation des processus de fabrication et des chaînes opératoires. Ils font une large part à la période augustéenne ; celle du Ier siècle apr. J.-C. est moindre.
Les années 1960 apportent un accroissement considérable des connaissances sur ces ateliers. Ces découvertes font la part belle à la période augustéenne, tandis que pour le Ier siècle aucun dépotoir important n'a été mis au jour et le matériel d’atelier recueilli en est moins riche.

## Facteurs de développement
Généralement, l’artisanat urbain se contente de satisfaire les besoins locaux. Mais la situation géographique, politique et socio-économique de Lyon offre d'autres possibilités.

### Carrefour européen
Située entre le Massif central à l'ouest et le massif alpin à l'est, carrefour géographique placé au confluent du Rhône et de la Saône et au nord du couloir naturel de la vallée du Rhône qui s'étend jusqu'à Marseille, Lyon occupe une position stratégique primordiale voire incontournable dans la circulation nord-sud en Europe pendant l'Antiquité. À cette époque comme de nos jours, elle est sur le trajet de mer du Nord à la mer Méditerranée, et sur celui de l'Europe de l’Est à l'océan Atlantique. Ainsi c'est une voie aisée pour les exportations. Signalons aussi les coûts respectifs des modes de transport : le transport maritime est 4,6 moins coûteux que le transport fluvial et de 28 à 56 fois moins coûteux que le portage. C'est dire l'énorme avantage qu'apporte la confluence Saône / Rhône, ces deux grandes voies fluviales menant l'une vers le nord et l'autre vers l'est, et rejoignant la Méditerranée quasiment en ligne directe.

### Important circuit de distribution
Capitale des Gaules et stratégiquement placée, elle attire des nouveaux venus tournés vers le commerce et dont la façon de voir déteint sur les entrepreneurs locaux. Des circuits de distribution déjà en place intègrent facilement une nouvelle denrée commercialisable ; d'autant plus que la sigillée est une marchandise attrayante.
Agglomération importante pour l'époque, le marché local permet d'écouler des poteries de grandes tailles, plus difficiles à exporter que les petits formats. Il est également ouvert à l'écoulement de céramiques communes.

## Historique des découvertes
Plusieurs observateurs des XVIIIe et XIXe siècles font état de découvertes de quantités de poteries. Toutes ne sont pas synonymes d'ateliers ; mais les ateliers de la rive gauche sont ainsi prédits dès ces époques. D'autres sites de production sont annoncés, qui n'ont pas été vérifiés : quartier d'Ainay (dans la Presqu'île) ou quartier de la Quarantaine-Choulans (rive droite de la Saône).
Les grandes avancées dans la connaissance des ateliers lyonnais arrivent dans les années 1960 : la rive gauche de la Saône voit en 1965 les premiers sondages de l'atelier de la Butte, signalé en 1842. En 1966, première fouille de la Muette, et pour la première fois, la Direction des Antiquités interrompt un chantier de travaux publics, ; la Manutention (aujourd'hui Les Subsistances), qui fait partie de l'atelier de la Muette, est découvert et fouillé cette même année ; de même que l'entrepôt de dolia du quai des Étroits,.
Sur les hauteurs de la rive droite, Loyasse est découvert en 1967 et la Sarra en 1969. La politique de fouilles préventives mise en place par la suite permet d'autres découvertes : Saint-Vincent en 1988 (quartier de la Croix-Rousse), la rue Cottin en 1992, son voisin le Chapeau Rouge en 1999 (quartier de Vaise) ; Trion[réf. nécessaire] près de Loyasse.
La quantité totale de matériel recueilli à Lyon est telle qu'il a fallu une trentaine d'années pour recenser de façon exhaustive les formes et les décors du matériel recueilli. Ces travaux ont été publiés en 1996 et 1997 et font désormais référence pour les nombreuses études analytiques des ateliers augustéens qui sont au premier plan de ces recherches.

## Liste des ateliers de Lyon
Barreto et al. (2005) donnent au moins neuf ateliers de poterie connus à Lyon en 2005 :
En rive gauche de la Saône sur les quais, se trouvent d'amont en aval :
La Butte
Environ 220 m en aval du pont Kœnig ; le chantier de ses fouilles de 1965 est appelé « Manutention no 1 » dans Tout feu 2001, p. 47-48 ; et le chantier de fouilles de novembre 2000 à mars 2001 « Manutention no 4 » dans la même revue, p. 49-50.
La Manutention ou Manutention militaire
Ce site voit un chantier de fouilles de mai et juillet 2000, appelé « Manutention no 3 dans la revue Tout feu 2001, p. 48-49 ». D'après Dangréaux et al. (1992), il fait partie de l'atelier de la Muette.
La Muette
Rue de la Muette, aussi appelé « Manutention no 2 dans la revue Tout feu 2001, p. 49-50 ».
Saint-Vincent
Rue saint-Benoît, donnant sur le quai Saint-Vincent.
En rive droite, dans le quartier de Vaise :
- Chapeau Rouge.
- Rue Cottin (ZAC de Charavay[20]).

En rive droite de la Saône, dans le quartier de Fourvière :
- Trion (parfois appelé « Cardinal Gerlier »[9],[n 3]).
- La Sarra.
- Loyasse[20],[24].

## Productions
Les ateliers de poterie de Lyon ont un développement tout à fait exceptionnel pour des ateliers urbains. Céramiques à glaçure plombifère,, céramiques à pâte claire, céramiques culinaires, sigillées, imitations de sigillées, lampes, céramiques à parois fines, amphores : toutes les catégories de vaisselle céramique ont été produites à Lyon à un moment ou à un autre, et ces productions ont été très largement exportées. Les ateliers de la Muette et de Loyasse ont une place prépondérante dans le commerce de céramiques avec le limes rhénan.
Après une dominance marquée pendant la période augustéenne, le premier siècle voit un net déclin des ateliers lyonnais : la production de sigillée cesse peu ou prou, et la production des nouveaux ateliers semble limitée au marché local ou régional - sauf pour la Butte, dont la production reste soigneusement travaillée - et est exportée sur les mêmes grands axes empruntés auparavant par la production de la Muette. La Butte semble jouer au Ier siècle le même rôle que ses prédécesseurs sous Auguste.
Des céramiques à vernis rouge de type campanien sont produites à Lyon vers 50 av. J.-C. ; elles perdurent après l'apparition des sigillées et jusqu'après la cessation d'activité de l'atelier de Loyasse,.

### Production d'amphores
La production d'amphores à Lyon est d'abord établie par les analyses du lot d'amphores (Dressel 2/4) utilisé pour construire un vide sanitaire sur le site de la rue de la Favorite à Lyon, puis par le mobilier de la fouille de l'îlot 24. Elle est ensuite confirmée avec la découverte des ateliers de la Muette et de la Manutention.
Leur production à Lyon apparaît à Lyon vers 20 av. J.-C. et perdure pendant au moins un siècle, jusqu'à la fin du Ier siècle pour une partie d'entre elles, parfois vraisemblablement jusque dans le IIe siècle ; mais les traces de cette production tardive font défaut dans les ateliers au-delà du Ier siècle. D'autres types d'amphores ont peut-être pris le relais à la suite. Un trait commun aux amphores lyonnaises connues est qu'aucun type n’est original : toutes sont des imitations peu ou prou de modèles créés ailleurs, notamment en Espagne.
Le territoire d'exportation des amphores lyonnaises est pratiquement le même que celui pour la sigillée lyonnaise, mais s'étend plus en durée / perdure plus longtemps. La production d'amphores vinaires ne dure pas très longtemps ; mais celle des amphores à saumure s'accroît dans la seconde moitié du Ier siècle et est exportée sur un plus grand territoire.
La fabrication d'amphores à Lyon démontre que la ville importe des denrées en vrac et les conditionne sur place. Cette prise de conscience ne s'est pas faite sans difficultés. La présence de Dressel 9 similis, destinées à la sauce de poisson, a créé une surprise et un premier écueil. Le dégraissant ajouté aux pâtes composant les amphores ajoutait une difficulté en compliquant les comparaisons avec les céramiques locales, principalement à pâte fine ; et les comparaisons avec les céramiques locales contenant un dégraissant ajouté restent délicates à cause des variations de la nature et de la quantité de dégraissant. De fines analyses de la composition minéralogique du sable des pâtes ont contribué à la résolution de l'énigme. C'est généralement un sable granitique comprenant du quartz, des feldspaths alcalins, des feldspaths plagioclases, des micas, des fragments de granite et occasionnellement des roches métamorphiques. Il n'est pas toujours possible de dire si les grains de calcite et les grains de quartz les plus fins font partie de l'argile ou du dégraissant. La rhyolite, roche volcanique acide, est présente en quantités variables, parfois en grosse quantité mais parfois absente. Ce dernier composant permet de déterminer si le sable utilisé vient de la vallée de la Saône ou de celle du Rhône : le Rhône n'en contient pas. Par exemple, les céramiques communes de la Muette MML 205, MML 216 et MML 224 utilisent du sable rhodanien ; tandis que les amphores lyonnaises en contiennent généralement plus de 15-20% - bien que quelques-unes en soient dépourvues. La distance de Mahalanobis, un outil statistique, est également utilisé pour déterminer l'origine lyonnaise ou non-lyonnaise des amphores dont la quantité de rhyolite ne correspond pas à la moyenne du groupe lyonnais. Dans certains cas, c'est tout simplement la forme qui permet de déterminer l'origine d'amphores marginales, par leur forte similitude avec des amphores assurément lyonnaises. Dans au moins un autre cas, une amphore marginale au groupe porte la même estampille SOLITI qu'une autre amphore, celle-là lyonnaise, et a une forme similaire à cette dernière. Quelques formes rares (Dressel 16, Augst 17, Augst 35, Dressel 28) sont bien lyonnaises mais il faudrait pouvoir les comparer à des amphores de mêmes formes pour confirmer leurs caractéristiques typologiques.
Le contexte géologique de vallée alluviale, avec un brassage important des matériaux, rend plus malaisée la distinction entre les productions des différents ateliers de Lyon, qu'entre par exemple les productions des ateliers d'Italie, où le dégraissant provient de gisements primaires. Toujours est-il qu'un conditionnement de marchandises importées en vrac laisse supposer en parallèle un certain volume de marchandises revendues encore en vrac ; ce qui a amené à devoir repenser en partie les études sur l'économie de Lyon romaine.

#### Types d'amphores produites à Lyon
Lyon produit essentiellement quatre types principaux d'amphores.

##### Type 1 (Dressel 1similis)
Connues uniquement par les découvertes dans l'îlot 24,, elles diffèrent des Dressel 1 italiques par une lèvre haute avec ressaut interne (ou inflexion externe), et des anses présentant deux sillons.
Les importations de Dressel 1 italiques déclinent brutalement dans les années 40 av. J.-C., concurremment à l’arrivée de nouveaux types d'amphores.
Lyon et Saint-Just (Ardèche) sont les deux seuls ateliers connus en Gaule à en fabriquer.

##### Type 2 (Dressel 2/4similis)
Les Dressel 2/4 lyonnaises forment deux groupes :
- 2A : type oriental, type Cos marqué d'un petit pilon[30],[n 8], une épaule en cloche et des anses qui remontent, bifides ou pseudo-bifides. Le site de la Favorite en a livré[47] 3 exemplaires[48].
- 2B : type italique, avec pilon épais toujours souligné par un ressaut, épaule très marquée et anses pseudo-bifides. Plusieurs sites en ont livré : îlot 24, la Muette, rue des Farges, Métro[50], et le fonds ancien du musée en possède aussi[47],[51].

Les deux types de Dressel 2/4 peuvent être estampillées, souvent avec une estampille circulaire sur le col. Quatre estampilles sont connues : Flavius Fecit (site de la Favorite) ; FL/VI, peut-être FL(A)VI(US) ? (Saint-Romain-en-Gal) ; Travus (îlot 24) ; et une estampille illisible au fonds ancien du musée de Lyon.

##### Type 3 (Dressel 9similis)
Deux variantes :
- 3A : lèvre formant bourrelet en saillie au-dessus d'un bandeau détaché du col. Les anses sont de section lenticulaire et ont un sillon vertical. Le pilon est le plus souvent creux. La panse est ovoïde. Les détails présentent de nombreuses variations.

Nombreux exemplaires à la Muette et présent à l'îlot 24, place Valmy, la Favorite, et dans plusieurs sites lyonnais du début du Ier siècle ; mais il a aussi été trouvé à la Manutention, associé au type 3B.
- 3B : semblable au type 3A sauf pour l'embouchure plus évasée et la lèvre saillante horizontale ou retombante. Quelques exemplaires trouvés à la Manutention où ils sont associés à du mobilier de l'époque Claude-Néron (41-54 et 54-68), mais aussi associés au type 3A ; Type surtout présent au dépotoir du Bas-de-Loyasse, datant des Flaviens[48]. Apparaît vers le milieu du Ier siècle apr. J.-C., se développe sous les Flaviens[52].

Les Dressel 9 similis sont proches du type Dressel 10, bien connu en Suisse. Celles de l'époque augustéenne sont caractérisées par une lèvre à ressaut ; la Favorite et la Muette en ont fourni. Le dépotoir flavien du Bas-de-Loyasse en a fourni de plus récentes, qui présentent d'autres variantes. L'atelier de la Manutention militaire en a également fourni plusieurs exemplaires en 1966, et leurs pâtes y ont aussi servi à fabriquer des mortiers.
La Dressel 9 similis se trouve aussi en petit format dont la fabrication perdure peut-être au IIe siècle : des cols d'amphorettes ont été retrouvés aux Hauts de Saint-Just (Lyon, 5e arrondissement) dans des contextes du IIe siècle, dont les anses portent la marque GMD et qui sont faites des mêmes pâtes. Certaines Dressel 9 du Ier siècle portent aussi des marques.
La présence de ces amphores est une surprise car ce sont des amphores à saumure ou à garum (sauce de poisson) : plusieurs inscriptions sur des amphores lyonnaises le confirment.

##### Type 4
Deux variantes :
- 4A : lèvre à ressaut (comme les amphores de type 3A), qui peut être plus ou moins débordante et évasée et le ressaut plus ou moins marqué. Col court, anses plates généralement marquées d'un sillon. Le musée de Vienne possède le seul exemplaire complet, qui a un fond plat légèrement annulaire ; mais on ne sait pas si c'est une caractéristique constante[52].
- 4B : col évasé, lèvre en bourrelet le plus souvent arrondie mais parfois anguleuse. Anses avec sillon central. Pied plat, pas de pied annulaire. Apparaît vers le milieu du Ier siècle apr. J.-C., se développe sous les Flaviens[52] (69 à 96).

##### Dressel 28
Cette amphore à fond plat avait jusque là été attribuée à la Bétique (province romaine correspondant à peu près à l'Andalousie actuelle) et à la Tarraconaise (nord et est de l’Espagne), mais les analyses sur celles trouvées à la Muette (deux amphores complètes) et sur les fragments du site de la Manutention (deux fonds et une lèvre) démontrent qu'elles ont aussi été produites à Lyon,.

##### Haltern 70
Ces amphores à vin de Bétique ont été imitées à Lyon à l’époque flavienne, avec une certaine variété dans la forme des lèvres qui sont intermédiaires entre la lèvre de la Haltern 70 typique et une lèvre soulignée par un sillon. Elle a probablement été produite aussi à Vienne et plus au sud. Deux types de pâtes ont été utilisés à Lyon pour ces amphores : une pâte fine du type G3-G4, et une pâte plus grossière du type des autres productions lyonnaises.

### Lampes à huile
- Voir notamment l'atelier de poterie antique de Lyon-la Butte.

### Céramiques à glaçure plombifère
L'atelier de Saint-Romain-en-Gal près de Vienne et celui de Loyasse à Lyon sont les premiers ateliers gaulois à produire des céramiques à glaçure plombifère, ; notamment des gobelets de cette nature, que l'on retrouve dans ces deux ateliers mais pas dans celui de la Muette.

### Sigillée
La production de sigillée commence à Lyon peu après la fondation de la colonie romaine - sans phase connue d'adaptation à cette technique délicate demandant un savoir-faire très qualifié. Or le four à tubulures (qui permet un mode de cuisson en atmosphère oxydante permanente contrôlée) et l'engobe à gréser sur une pâte calcaire sont inconnus en Gaule à cette date. Ce qui signifie clairement que des potiers expérimentés dans cette production viennent d'Italie y installer des ateliers. Par exemple, des sigillées produites par Ateius viennent de la région lyonnaise, alors que ce potier a aussi été attesté à Arezzo et à Pise.
Non seulement les potiers voyagent, mais les instruments de production aussi : deux fragments de moules sur les 14 pièces découvertes à la Muette ont une pâte dont la composition chimique est proche de celle d'Arezzo (Picon & Lasfargues 1974). Il y a aussi des échanges entre la Muette et Saint-Romain-en-Gal, à 30 km en aval de Lyon sur le Rhône, à la hauteur de Vienne.
L'atelier de la Muette est la première poterie lyonnaise découverte pour laquelle est démontrée la filiation depuis les ateliers italiques, et notamment ceux d'Arezzo - une filiation déjà suspectée auparavant à partir de plusieurs indices.
Les ateliers gaulois d’imitations de campanienne ou de sigillée se sont toujours limités à la production de vases à engobe non grésés.
La production de sigillée lyonnaise cesse entre 10 ou 15 apr. J.-C. Déjà durant les premières années du Ier siècle apr. J.-C., celle de la Muette ne répond plus qu'à un marché local concurrencé par les importations du sud de la Gaule. Desbat et Génin (1996) citent la diminution des ressources en bois comme l'une des causes possibles de cette cessation (la sigillée exige une température de cuisson plus élevée).

### Gobelets
Presque tous les décors et poinçons de la Muette se retrouvent à Saint-Romain-en-Gal mais pas à Loyasse. De plus, certains vases de la Muette et de Saint-Romain-en-Gal sortent des mêmes moules (défauts identiques) ; il y a donc eu transfert entre les deux ateliers, mais ce peut être aussi bien de Saint-Romain-en-Gal à la Muette que dans l'autre sens.

### Une production réfutée: les vases à médaillons d'applique desIIeetIIIesiècles
Fabia, Willeumier et Audin, archéologues du milieu du XXe siècle, avaient conclu d'après des critères stylistiques et des cartes de répartition que Lyon avait été le siège d'une production de vases à médaillons d'applique aux IIe et IIIe siècles. L'analyse des pâtes a montré que ces sigillées claires provenaient de la moyenne vallée du Rhône.

## Diffusion
Leur diffusion est particulièrement dense sur le limes rhénan, mais s'étend aussi vers l'ouest et vers le nord.
les productions de la Butte ont été trouvées sur 102 sites dont 42 en Angleterre.

## Sites locaux de consommation
À Lyon même, des lieux de consommation ou d'utilisation ont été fouillés, dont les noms reviennent fréquemment dans la littérature archéologique. Ce sont les sites
du Verbe-Incarné (43 à 30 av. J.-C.),,
de la rue des Farges (habitat),
du Bas-de-Loyasse (dépotoir), de la rue de la Favorite,, de l'îlot 24,, de la place Bellecour (entrepôt à dolia, époque augustéenne),, de la place Valmy, du quai des Étroits (entrepôt à dolia, 1966),,.
Le parc Saint-Georges (2002-2004), plus tardif, est daté entre le milieu du IIIe siècle et le Ve siècle. Le site des musées Gadagne est occupé entre le deuxième quart du Ier siècle av. J.-C. et le début du Ve siècle apr. J.-C..
Le site de la rue du Souvenir, mis au jour en 1992, date du IIe siècle av. J.-C..
Dans les années 1980, après le grand chantier du métro de Lyon, la Ville se penche sur son parc de stationnement, avec en vue la création de parkings souterrains en centre-ville : les « sites Lyon Parc Auto », autre expression fréquente dans la littérature archéologique lyonnaise du XXIe siècle. Les sondages préalables, en 1988 à 1990, sont si riches pour toutes les époques de notre ère qu'ils amènent la décision de fouiller intégralement l'ensemble des terrains concernés, soit environ 10 000 m2 (1 ha). Ce sont la place des Terreaux au nord de la Presqu'île, au pied de La Croix-Rousse ; la place de la Bourse et la place de la République, près du Rhône ; et la place des Célestins près de la Saône, qui bénéficient de 1990 à 1994 du plus gros chantier de fouilles qu'ait connu Lyon avant que leurs vestiges soient irrémédiablement détruits.
Un autre lieu fréquemment cité est celui au no 61 de la rue de Bourgogne à Vienne, un entrepôt de magasin incendié qui a livré un lot de céramiques fines de l'atelier de la Butte,.

## Descriptifs succincts des ateliers

### Atelier de la Butte
Il est lui aussi en bordure de la Saône, sur la place de la Butte (qui s'appelait auparavant « place du 175e régiment d'infanterie alpine (R.I.A.) », à l’angle du quai Saint-Vincent et de la montée de la Butte.
Il est connu depuis le XIXe siècle : un four de potier est signalé entre 1932 et 1934, un autre en 1840. En 1842, Ambroise Comarmond signale 36 lampes à huile « en terre blanche » dont la plupart portent l'estampille STROBILI, que l'on connaît de nos jours comme potier de la région de Modène. Sa redécouverte par les milieux scientifiques actuels date de l'installation en 1965 de conduites d'eau (chantier en cours de mai 1965 à août 1966). A. Grange, qui surveille les travaux de 1965-1966 en amateur,, collecte de nombreux rebuts de cuisson. Ce mobilier et ses quelques observations sont les seules sources d'informations sur le site pendant 35 ans, jusqu'aux fouilles préventives qui interviennent sur le site de novembre 2000 à mars 2001, réalisées par l’AFAN sous la direction de S. Motte.
Les principales productions de l’atelier de la Butte sont des lampes à huile, des céramiques à parois fines et des mortiers (plusieurs moutons de mortiers retrouvés). Le site a aussi livré des vestiges d'un atelier de verriers et d'un atelier de bronziers, et des dolia (grosses cuves en terre cuite) faisant partie des structures de bâti.
près de 91 % des amphores lyonnaises sont[incompréhensible]
Jusqu'en 1999, les productions de la Butte ont été trouvées sur 102 sites dont 42 en Angleterre.

### La Manutention / les Subsistances
L'atelier de la Manutention est aussi appelé « la Manutention militaire » ou « les Subsistances ». Il se trouve au 8 bis quai Saint-Vincent,.
Il est découvert en 1966 lors du creusement d'une fosse pour installer une cuve de carburant. L'excavation révèle un four de potier et des couches de déchets de fabrication de céramique et de verrerie.
Le mobilier recueilli, peu abondant, inclut cinq vases ovoïdes à parois fines, intacts, ressemblant à la production de la Butte ; et les vestiges d'autres productions dans les couches antiques ; mais il est largement dominé par les mortiers et des amphores.
L'atelier de verrerie du site est un atelier de transformation, dit « secondaire »). Les céramiques qui en accompagnent les vestiges le datent lui aussi du milieu du Ier siècle.

### Atelier de Lyon-la Muette
Selon Desbat (1985), l'atelier de la Muette est daté approximativement de 15 av. J.-C. à 15 apr. J.-C..
En 1965, lors de la pose d'une grosse conduite d'eau sur la place du 175e Régiment-d'Infanterie en rive gauche de la Saône, 250 m en amont du site - encore inconnu - de la Muette, sont découverts les rebuts de fabrication de lampes et de vases à parois fines. Pour la première fois, la Direction des Antiquités interrompt un chantier de travaux publics. L'archéologie préventive et les procédures de fouilles d'urgence n'existant pas encore, seule l'observation des parois et des déblais de la tranchée sont possibles ; et de ce fait les structures ne peuvent être étudiées. Le mobilier recueilli, longtemps resté dispersé, est regroupé dans les années 1990 au musée de la civilisation gallo-romaine (à Fourvière).
Ce chantier a été appelé « Manutention no 2 » dans Tout feu 2001, p. 49-50.
À la Muette, les productions ne correspondent pas à la grande période de diffusion des ateliers lyonnais vers le limes.

### Atelier Saint-Vincent
Se trouvant à la suite des ateliers de la Butte, de la Manutention et de la Muette, l'atelier Saint-Vincent est lui aussi au bord du quai Saint-Vincent en rive gauche de la Saône, à presque 600 m en aval de l'atelier de la Muette. Découvert en 1988, il est le plus ancien atelier de poterie connu à Lyon, actif vers 40 av. J.-C. selon Lascoux (1996) : le matériel issu des fouilles indique qu'il est antérieur à l'installation de la colonie fondée en 44-43 av. J.-C., et qu'il fonctionne encore pendant quelques années après cette date. Cette datation de l'atelier est ensuite revue à la hausse par Maza (1998, 2001) pour faire remonter sa création d'au moins deux générations, jusqu'à la Tène D2a (première moitié du Ier siècle av. J.-C.). Cette nouvelle datation a des implications historiques importantes régionalement : les colons chassés de Vienne seraient alors venus se réfugier ici, au nord de leur territoire, dans un environnement déjà  fortement romanisé, plutôt que plus au sud en Narbonnaise pourtant toute proche.
Seuls subsistent cinq fours circulaires, aménagés directement dans le terrain naturel. Le mieux conservé (four D) possédait encore sa chambre de chauffe, et sa sole dont le pourtour (environ 2,60 m de diamètre) s'appuyait sur une couronne de pilastres et sur deux languettes maçonnées (moellons de granite) convergeant vers le débouché de l'alandier. Le site comprend également deux grandes aires aménagées d'environ 120 m2, une série de fosses d'extraction d'argile, quelques lambeaux de sols en terre battue, et des trous de poteaux qu'il est difficile de lier à un ou des types de bâtiments particuliers (espaces utilitaires, aire de stockage, emplacement de tours, fonds de cabane ?).
Il n'y a pas de dépotoir lié à l'activité de l'atelier. Lascoux (1996) observe que sa seule production notable semble être celle d'olpès à pâte calcaire, témoins d'une forte influence méditerranéenne à cette époque de la République : 53 % des tessons proviennent d'olpès, une proportion inhabituellement élevée pour ce genre de production. Le site a aussi livré une imitation indigène d’assiette à marli de type Lamb. 36, de forme du type campanien A. Ces imitations ne sont pas rares pour l'époque, mais celle de Saint-Vincent est peinte ce qui est une exception parmi les productions contemporaines du sud et du centre de la Gaule.

### Atelier de la rue Cottin
Il se trouve dans la rue du même nom, dans la ZAC de Charavay à Vaise. Découvert en l'an 2000, ce site a été occupé pendant le Bronze final I/IIa (mobilier céramique dans deux fosses) puis pendant l'Antiquité (une tombe bûcher, et structures d'un atelier de potier).
L'atelier est actif vers le milieu du premier siècle après J.-C. Les fouilles ont mis au jour un four circulaire et six dépotoirs comblés de céramiques. L'atelier a produit principalement de la céramique commune à pâte siliceuse (83 % de la production) et de la céramique commune claire à pâte calcaire (9 % de la production). La céramique fine, à l’exception d’un type particulier de pot recouvert d’un engobe, ne semble pas provenir de cette partie de l’atelier.

### Atelier du Chapeau Rouge
Situé dans la rue du même nom à Vaise, 9e arrondissement, cet atelier est actif à partir de l'an 40 environ, jusqu'à la fin du Ier siècle. Le site présente plusieurs originalités : unité de production complète, présence de fosses de tours de potier - un vestige encore rare dans les annales archéologiques -, et productions incluant plusieurs types de céramiques fabriquées par d'autres ateliers lyonnais.
Après la Butte, cet atelier est le deuxième découvert à Lyon dans lequel sont produites des céramiques fines au Ier siècle. Jusque là, cette catégorie était entièrement attribuée à la Butte bien que l'existence d'autres ateliers producteurs ait été supposée. Les productions de la Butte et de Chapeau Rouge ont les mêmes caractéristiques techniques et un répertoire typologique similaire.
Le trésor de Lyon-Vaise a été trouvé dans les environs immédiats du site de cet atelier.

### Atelier de Trion (Cardinal Gerlier)

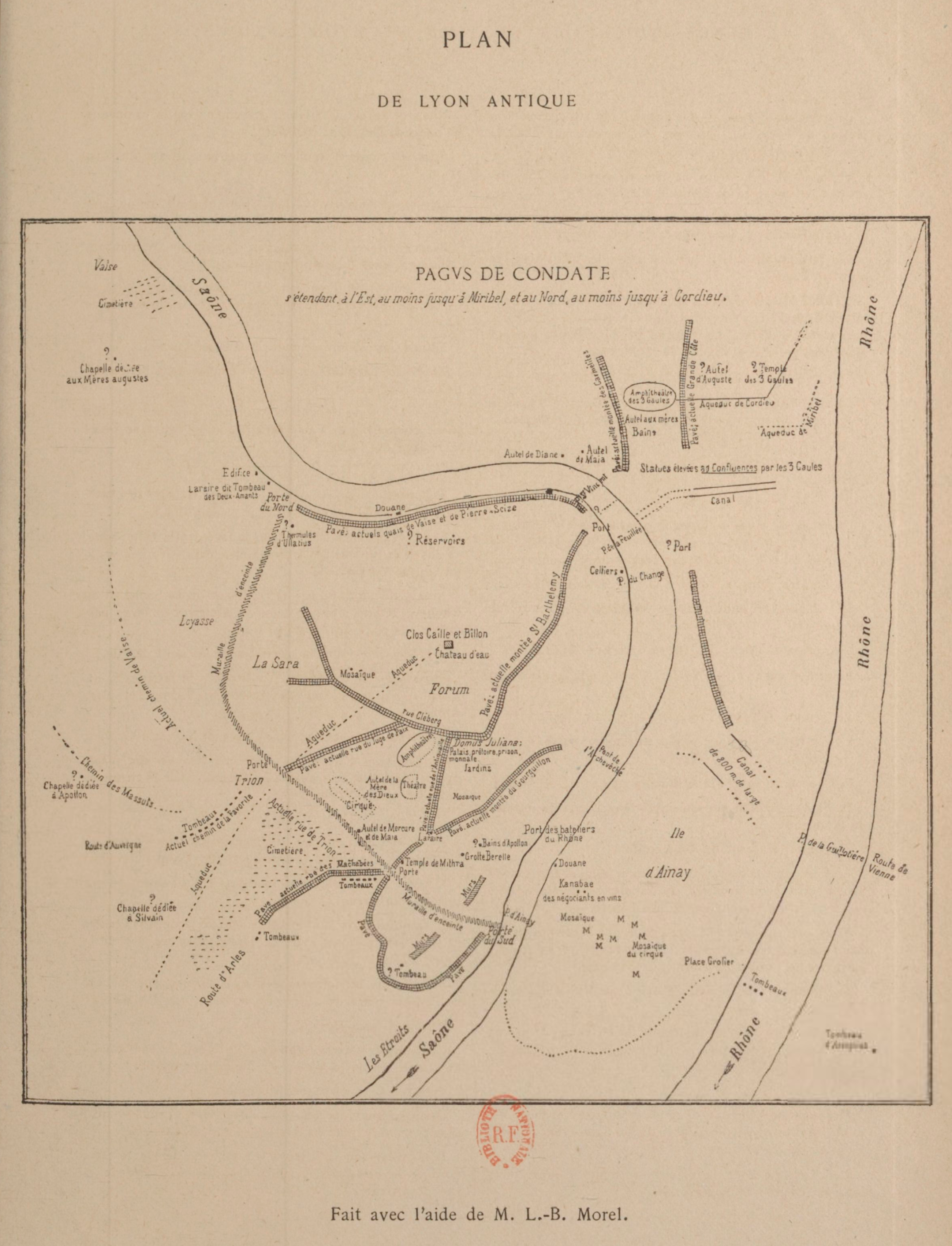
Plan de Lyon antique

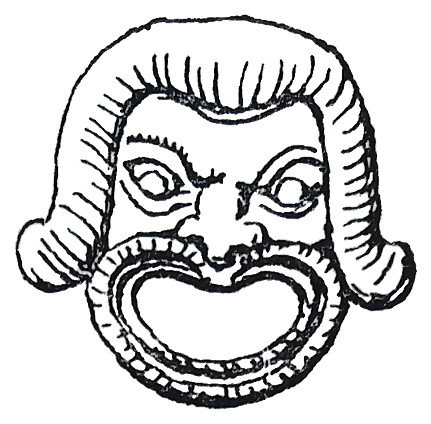
Masque comique sur une lampe, trouvée dans les fouilles de Trion, A. Steyert, Nouvelle histoire de Lyon (1895)

C'est le seul atelier de Lyon qui ait produit à la fois de la céramique commune sombre et de la céramique commune claire.

#### Emplacement et description du site
Cet atelier se trouve à l’angle de la rue de Trion et de l'ancienne place du Cardinal Gerlier, renommée place Père François Varillon,,.
Pendant l'été 1985, Christine Thollon-Pommerol et Raphaëlle Mounier (archéologues contractuelles AFAN) découvrent le site lors d'une fouille de sauvetage sur la colline de Saint-Just, à l'angle de la place Cardinal-Gerlier (aujourd'hui place Père François Varillon) et de la rue de Trion. Trois types d'activités artisanales sont mis au jour : céramique, distillation de poix et métallurgie. La fabrication de poix et celle de céramique sont datées de la même période ; l'activité métallurgique n'a pas pu être datée.
Le four de potier, en partie enterré, est de forme rectangulaire et construit en briques et tuiles ; sa chambre de chauffe est de plan carré (1,10 × 1,05 m).

#### Production
Deux pâtes différentes ont été utilisées : l'une est très peu dégraissée ; l'autre a des inclusions fines et calibrées qui semblent avoir été rajoutées.
L'atelier a produit :
- de la céramique commune sombre à pâte siliceuse, cuite en atmosphère réductrice pour 73 % de la production et en mode A[n 19] pour le reste[88].

Cette production, majoritaire, inclut des formes ouvertes : assiettes, couvercles, une marmite ; et des formes fermées : vases à épaule carénée et vases ovoïdes (voir les détails de cette production dans Thollon-Pommerol et Laroche 1997, p. 65).
- des cruches[95] en céramique commune claire à pâte calcaire de type Muette, cuite en mode A[88],[n 19]. Trois types de cruches ont été trouvés[95] :
  - Cruche à col droit et lèvre moulurée (diamètre extérieur des lèvres entre 5 et 6 cm), panse ovoïde, pied annulaire (diamètre du pied entre 7 et 9,5 cm), anse à quatre bourrelets attachée sur l'épaule et sur le col, sous la lèvre. Cette forme classique de la période claudienne est fréquente au milieu du Ier s. à Lyon et à Vienne, et dans la vaisselle des camps rhénans du Ier siècle : camp d'Aliso à Haltern (type 46 de Loeschcke) ; Hofheim (type 50 AB) ; Camulodunum (type 140 AC) ; Vindonissa ; Neuss, où elle est aussi fabriquée ; Genève ; Plateau suisse (Avenches). Elle est fabriquée dans d'autres ateliers de la région lyonnaise : Saint-Romain-en-Gal près de Vienne, atelier de la rue Trenel à Sainte-Colombe-les-Vienne[95].
  - Petite cruche à lèvre évasée et fond plat ; panse marquée par deux carènes, la première formant un épaulement très marqué sur lequel s'attache l'anse, la seconde située aux deux tiers de la panse vers le fond ; anse bifide plaquée sur la lèvre. 12,5 cm de hauteur, diamètre du pied et de la lèvre 4 cm. Type de cruche se rapprochant du type Lattara CL-REC 18[95].
  - Petite cruche très aplatie, dont les fragments donnent une hauteur conservée de 9 cm[95].

#### Datation
Une datation est proposée sur la base de tessons : un rebord de sigillée Dr 24/25 provenant de la Graufesenque, dont la production est datée entre 10 et 65 après J.-C. ; et un fragment décoré (rosace entourée d'une guirlande de feuilles surmontée d'un décor de guillochis) de Dr 29A, produit entre 10 et 40 après J.-C..
La céramique commune est elle aussi datée du milieu du Ier siècle.

### Atelier de Loyasse
L'atelier de poterie antique de Loyasse est situé dans le cimetière de Loyasse sur la colline de Fourvière, dans l'actuel 5e arrondissement de Lyon. Son existence est démontrée en 1967 par une fouille de surface très réduite, agrandie en 1970 par la découverte d'un dépotoir attenant,. Il est daté depuis Auguste (27 av. J.-C. - 14 apr. J.-C.) jusqu'à la fin des Antonins. Atelier de tradition italique, il produit essentiellement des céramiques fines et des imitations de sigillées, c'est-à-dire des céramiques à vernis argileux ; avec des gobelets d'Aco ; des skyphoï, élégantes coupes à pouciers ; des canthares ou coupes à piédestal, et des gobelets à décor clouté. Cet atelier est assez rapidement abandonné et celui de la Muette prend le relais.
Le terme « Imitations de campaniennes » est utilisé pour la première fois en 1976 à son sujet. Loyasse est le plus ancien des ateliers lyonnais de céramique fine marqué par la romanisation.

### Atelier de la Sarra
L'atelier de la Sarra est situé rue Pauline-Marie Jaricot, sur le plateau de la Sarra, colline de Fourvière. Il est proche de la bordure Est du cimetière de Loyasse, où se trouve l'atelier de Loyasse.
Il est découvert en 1969 par J. Lasfargues lors de travaux urbains. Les fouilles ont pu explorer deux fours primitifs qui se résument à des fosses rubéfiées ; et un petit espace riche en vestiges de céramiques. L'atelier produit principalement des céramiques communes (1 178 tessons dénombrant 112 vases) ; ont également été mis au jour deux formes de sigillée et une forme d'imitation de sigillée (Ritt. 5).
Il a vraisemblablement fonctionné à la fin du règne de Tibère (14-37 apr. J.-C.) et au début du règne de Claude (41-54 apr. J.-C.). C'est la période indiquée par la seule sigillée Drag. 11 de la Graufesenque recueillie dans le dépotoir de l’atelier ; et confirmée par les types de sa céramique commune qui correspondent à ceux des sites de consommation lyonnais et viennois dans les années 30-40. La plupart des types de céramiques de l'atelier se retrouvent dans les vestiges retrouvés à Vienne : pots ovoïdes à bords côtelés, couvercles, pots carénés, cruches à bec tréflé. Aucune de ses céramiques communes ne correspond aux types courants des années 50-60 apr. J.-C., ni aux types de l'époque augustéenne (-27 av. J.-C.-14 apr. J.-C.).
Les céramiques de la Sarra sont essentiellement de couleur sombre, qui correspond à une cuisson en fosse ; 84 % de ces céramiques sont cuites en atmosphère réductrice et 16 % en mode A,.
L'atelier utilise deux pâtes d'aspect brut, qui semblent utilisées directement après extraction, sans traitement. Elles contiennent toutes les deux des quantités assez importantes de dégraissants d'origine granitique (feldspath, mica, quartz) ; la différence se situe dans la quantité relative des moyennes et grosses inclusions pour chaque pâte.
Il précède celui de la Muette. Des gobelets d'Aco y sont fabriqués.

## Potiers
- Hilarvs Aco, connu à Loyasse, la Muette et Saint-Romain-en-Gal[60]
- Fidélis, à la Muette et à Saint-Romain-en-Gal[60]
- Philarcvrvs et T.C. Avivs, gobelets à la Muette[55]
- Chrysippvs, la Muette[107]

## Après l’Antiquité
- 1523 : Bastien, « faiseur de potz de terre de Fleurance », vers la porte du Bourgneuf[108]

Sur une période plus récente, Maynard signale au numéro 28 une maison démolie en 1899 qui portait une enseigne « à l’envie du pot », rappelant plusieurs générations de potiers nommés Sourd, qui logèrent dans cette maison.

## Plans, notes et références

### Plans
- Barreto et al.   2005, paragr. 5, fig. 1 : carte montrant les ateliers de la Butte, les Subsistances (mis pour l'atelier de la Manutention), la Muette, Saint-Vincent, la Sarra, Loyasse, Trion, Chapeau Rouge, rue Cottin et ZAC Charavay. Montre aussi les voies antiques.
- Barreto et al.   2005, paragr. 7, fig. 2 : plan de situation de l'atelier du Chapeau Rouge.
- Barreto et al.   2005, paragr. 18, fig. 3 et paragr. 19, fig. 4 : plan et coupe de l'atelier de la rue Cottin ; paragr. 20, fig. 5 : plan du four.
- Bertrand   2000, section 2-1-3 : « Données archéologiques modernes » → « Nouvelles données sur le site » : plans et coupes de l'atelier de la Butte.
- Bertrand   2000, section « L'atelier de la Butte » → 2.1.1 « Les découvertes anciennes » : plan détaillé d'une partie du quai Saint-Vincent montrant, en rive gauche de la Saône immédiatement en aval du pont Koenig : le « Grenier d'abondance » (no 6[109] du quai Saint-Vincent) ; la place de la Butte ; la Manutention militaire ; et le site de la Muette.
- Dangréaux et al.   1992, p. 37 , fig. 1 : carte des ateliers et sites de Lyon, incluant les ateliers de la Butte, la Manutention, la Muette, Saint-Vincent, la Sarra, Loyasse (et Cardinal Gerlier, pour l'atelier de Trion[n 3]).
- Lascoux 1996, p. 13
- Lasfargues et Picon 1996, p. 6 : carte montrant les ateliers de la Butte, la Manutention, la Muette et Saint-Vincent, la Sarra, Loyasse (et Cardinal Gerlier pour l'atelier de Trion[n 3]).
- Mandy et al.  1989, paragr. 4, fig. 15 : « Plateau de la Sarra : plan de situation des fossés » qui donne aussi un plan de situation du clos du Verbe-Incarné ; et paragr. 7, fig. 16 : « Situation des fossés dans le clos du Verbe-Incarné ».